# All That Remains
All That Remains är ett metalband från Massachusetts, USA, bildat 1998. Bandet har tidigare haft skivkontrakt med Prosthetic Records och Razor & Tie, men är från och med 2025 utan skivbolag. Sångaren Philip Labonte sjöng tidigare i metalcorebandet Shadows Fall innan han blev ersatt av Brian Fair.
Bandet har haft flera album på de amerikanska och kanadensiska topplistorna. Som högst nådde de med albumet ...for We Are Many (2010) som nådde 10:e plats på Billboard 200 och 7:e plats på Canadian Singles Chart.
All That Remains spelade för andra gången i Sverige 30 januari 2009 med förbandet Deadlock på Brew House i Göteborg. De återkom den 26-27 juni 2009 för att spela på festivalen Metaltown i Göteborg. Under december 2010 turnerade de i Sverige tillsammans med Soilwork, Caliban, Neara och Bleed from Within, turnépaketet besökte då Stockholm, Göteborg och Malmö.
Bandets tionde och senaste studioalbum, Antifragile, släpptes i januari 2025.

## Medlemmar

### Nuvarande medlemmar
- Philip Labonte – sång (1998– )
- Matt Deis – basgitarr (2003–2005, 2022– )
- Mike Martin – gitarr (2004– )
- Anthony Barone – trummor (2024– )

### Tidigare medlemmar
- Dan Egan – basgitarr (1998–2003)
- Mike Bartlett – trummor (1998–2006)
- Chris Bartlett – gitarr (1998–2003)
- Oli Herbert – gitarr (1998–2018; död 2018)
- Josh Venn – basgitarr (2005)
- Jeanne Sagan – basgitarr (2005–2015)
- Shannon Lucas – trummor (2006)
- Aaron Patrick – basgitarr (2015–2021)
- Jason Costa – trummor (2007–2023)
- Jason Richardson – gitarr (2018–2025)[11]

### Turnerande medlemmar
- Jay – trummor (2002)
- Colin Conway – trummor (2006)
- Tim Yeung – trummor (2006)
- Tony Laureano – trummor (2009)
- Ben Harclerode – trummor (2015)
- Jason Richardson – gitarr (2018–2019)

## Diskografi

### Studioalbum
- 2002 – Behind Silence and Solitude
- 2003 – This Darkened Heart
- 2006 – The Fall of Ideals
- 2008 – Overcome
- 2010 – ...for We Are Many
- 2012 – A War You Cannot Win
- 2015 – The Order of Things
- 2017 – Madness
- 2018 – Victim of the New Disease
- 2025 – Antifragile

### Livealbum
- 2007 –  Live

### Singlar
- 2004 – "This Darkened Heart"
- 2004 – "Tattered on My Sleeve"
- 2005 – "The Deepest Gray"
- 2006 – "The Air That I Breathe"
- 2008 – "Two Weeks"
- 2009 – "Two Weeks" / "Forever in Your Hands"
- 2009 – "Frozen"
- 2010 – "Hold On"
- 2012 – "Stand Up"
- 2015 – "This Probably Won't End Well"